# Tayloria orthodonta
Tayloria orthodonta är en bladmossart som beskrevs av Roelof J.van der Wijk och Margadant 1968. Tayloria orthodonta ingår i släktet trumpetmossor, och familjen Splachnaceae. Inga underarter finns listade i Catalogue of Life.